# Sophta lineata
Sophta lineata är en fjärilsart som beskrevs av W. Warren 1898. Sophta lineata ingår i släktet Sophta och familjen sikelvingar. Inga underarter finns listade i Catalogue of Life.